# Męczeństwo św. Sebastiana (obraz Antonia Pollaiuola)
Męczeństwo św. Sebastiana – obraz włoskiego malarza Antonia Pollaiuola oraz jego brata Piera, namalowany z przeznaczeniem jako malowidło ołtarzowe.
Męczeństwo Sebastiana zostało opisane w XIII-wiecznym zbiorze żywotów świętych pt. Złota legenda autorstwa Jakuba de Voragine. Sebastian był rzymskim oficerem gwardii cesarskiej. Żył w czasach prześladowań chrześcijan. Jednego razu dwóch jego przyjaciół zostało skazanych na śmierć z powodu wiary. Sebastian chciał ich uratować, samemu przyznając się podczas procesu, że jest chrześcijaninem. Został skazany na przeszycie strzałami przez jego własnych żołnierzy. Sebastian nie umarł od otrzymanych ran.

## Opis obrazu
Pollaiuolo przedstawił świętego podczas egzekucji, co stanowiło rzadkość wśród podobnych scen męki św. Sebastiana. Większość artystów przedstawiała je już po zakończeniu egzekucji. Przywiązany do pnia drzewa, góruje nad całą sceną, nad swoimi oprawcami, których sześć sylwetek znajduje się pod nim. Głowa Sebastiana niemal wychodzi poza ramy obrazu, mimo jego dużego rozmiaru. Jego oczy zwrócone są ku niebu, co jest charakterystyczne dla twórczości artysty.

Obraz jest jednym z pierwszych przykładów wielofiguralnej kompozycji piramidalnej. Święty i jego sześciu oprawców tworzą trójkąt równoramienny, gdzie dwaj łucznicy napinający ponownie łuki podkreślają symetrię obrazu. Obaj mimo tej samej pozy są ukazani w lustrzanym odbiciu: jeden jest przodem a drugi tyłem do widza. Każdy z łuczników został namalowany pod różnym kątem, ze znajomością anatomii i perspektywy. Według Vasariego: 

Antoni Pollaiuolo oddawał akt ludzki o wiele nowocześniej, niż czynili to inni malarze przed nim (...) Był pierwszym który pokazał mięśnie zgodnie z kształtem i układem postaci

Taki układ mógł nawiązywać do dysput nad wyższością sztuki rzeźbiarskiej lun malarskiej: dowodzić, iż malarstwo na równi z rzeźbą może ukazywać trójwymiarowość postaci.
Tłem dla sceny stanowi pejzaż utożsamiany z Toskanią, z widoczną rzeką Arno. Faktyczne wydarzenia rozgrywały się w starożytnym Rzymie i jedynie widoczny po lewej stronie portal nawiązuje do wiecznego miasta. Takie zaakcentowanie architektoniczne może nawiązywać do dzieła Mantegni Święty Sebastian. Z prawej strony, w tle widoczni są rycerze na koniach. Ich zbroje są współczesne artyście i nie mają nic wspólnego ze starożytnym Rzymem.